# 喀什地区行政公署
喀什地区行政公署，中华人民共和国新疆维吾尔自治区喀什地区的地方行政机构，新疆维吾尔自治区人民政府的派出机关。

## 历史
1950年1月3日，喀什军事管制委员会成立，为南疆军事管制时期的最高权力机构。1950年1月，喀什军事管制委员会接管原新疆省第三行政督察专员公署。1950年9月1日，新疆省第三行政督察专员公署改称新疆省喀什区行政督察专员公署，为新疆省人民政府派出机关，阿不都克日木·买合苏木任专员，冯达任军事代表兼副专员。1950年，各县人民政府相继成立。
1951年7月4日，赛都拉·赛甫拉也夫任专员。1954年8月21日，新疆省政府批准设立南疆行政公署，喀什专署属之。1955年11月21日，经国务院同意，喀什专署撤销，辖区改由南疆行署直接领导。1956年7月1日，南疆行署和莎车专署撤销，恢复成立喀什专署，辖区包括原南疆行署直辖县市和原莎车专署下辖县份。

## 辖区
1950年9月改名时，喀什专署驻疏附县城（今喀什市区），下辖疏勒、疏附、英吉沙、岳普湖、伽师、巴楚、蒲犁、阿图什、乌恰9个县。1952年5月23日，在疏附县城4个区及城郊13个乡和疏勒县一区部分地区析出，成立喀什专区下辖的喀什市。1953年7月31日，喀什市成为新疆省直辖市，由喀什专区领导监督。1954年7月14日，克孜勒苏柯尔克孜自治区成立，阿图什、乌恰两县改隶属于克孜勒苏。1954年8月21日，喀什市改归新成立的南疆行署领导监督。1954年9月，疏附、疏勒、英吉沙、蒲犁4县的31个乡被划入克孜勒苏柯尔克孜自治区新设立的阿克陶县。1954年9月17日，蒲犁县撤销，成立塔什库尔干塔吉克自治县。
1955年11月21日，经国务院同意，喀什专署撤销，辖区改由南疆行署直接领导。1956年7月1日，喀什专署恢复时，辖区包括原直属南疆行署的疏勒、疏附、英吉沙、岳普湖、伽师、巴楚和塔什库尔干塔吉克自治县，原属莎车专区的莎车、泽普、麦盖提、叶城4县，新疆省直辖市喀什市由喀什专区代管。
1971年1月，喀什专区改为喀什地区，喀什市隶属喀什地区至今。

## 工作机构
截止2025年1月，喀什行署有如下机构部门：
办公室

### 组成部门
地区发改委、地区教育局、地区科技局、地区工信局、地区民族事务委员会、地区公安局、地区民政局、地区司法局、地区财政局、地区人社局、地区自然资源局、地区生态环境局、地区住建局、地区交通运输局、地区水利局、地区农业农村局、地区商务局、地区文广旅游局、地区卫健委、地区退役局、地区应急管理局、行署外事办和地区审计局。

### 直属特设机构
地区国资委。

### 直属机构
地区招商局、地区市场监管局、地区体育局、地区统计局、地区医疗保障局、地区机关事务管理局、地区信访局、地区林草局、地区大数据局、地区粮储局、地区畜牧兽医局。

## 备注
1. ↑  一说1952年9月[1]
2. ↑  1955年2月5日，新疆省根据宪法规定将克孜勒苏柯尔克孜自治区改称克孜勒苏柯尔克孜自治州
3. ↑  1955年7月1日，喀什市成为由南疆行署代管的新疆省直辖市

1. ↑  兼任上海市对口支援新疆工作前方指挥部副总指挥